# Angela Krislinzki
Angela Krislinzki (ur. 1993 w Mumbaju) – indyjska aktorka i modelka polskiego pochodzenia. Występuje przede wszystkim w filmach Telugu i Bollywood. Zadebiutowała w filmie Rogue w reżyserii Puri Jagannadh. Jest znana również jako Annie Krislinzki.

## Filmografia
- 2017:
  - Rogue (jako Anjali)
  - Ramratan
- 2018 – 1921
- 2020:
  - Malang
  - Tauba Tera Jalwa